# خانه وارونه (مجموعه تلویزیونی)
خانهٔ وارونه (انگلیسی: Crooked House) یک مینی‌سریال درام فراطبیعی است که در سال ۲۰۰۸ از شبکهٔ بی‌بی‌سی چهار پخش شد.

## بازیگران
- لی اینگلبای
- مارک گیتیس
- فیلیپ جکسون
- ایان هالارد
- جولیان رایند-تات
- جین مارش
- سامائول بارنت
- دنیلا دنبی-اش
- درن براون